# Kammeltal
Kammeltal er en kommune i Landkreis Günzburg i Regierungsbezirk Schwaben i den tyske delstat Bayern.

## Geografi
Kammeltal ligger i Region Donau-Iller, og har navn (Kammeltal betyder  Kammeldalen) efter floden Kammel, der er en biflod til Mindel.
Kommunen består af de indtil 1972 selvstændige kommuner: Behlingen (465 indb.), Egenhofen (134 indb.), Ettenbeuren (1113 indb.), Goldbach (392 indb.), Hammerstetten (172 indb.), Kleinbeuren (138 indb.), Ried b.Behlingen (317 indb.), Unterrohr (165 indb.), Wettenhausen (671 indb.), samt landsbyerne og bebyggelserne Ettenbeurer Wald, Galgenforst, Rohrer Wald, Hartberg, Keuschlingen, Reifertsweiler og Waldheim.
Hovedparten af den nuværende kommunes område, har oprindeligt hørt under Kloster Wettenhausen